# 性の劇薬
『性の劇薬』（せいのげきやく、英: Dangerous Drugs of Sex）は、水田ゆきによる日本の漫画作品。2018年6月に『性の劇薬〜淫らに開発される身体〜』のタイトルで「ボーイズファン」レーベルより電子書籍の配信が開始。2019年に『性の劇薬』のタイトルで「ピアス」レーベルより書籍として単行本化されている。
2020年2月14日に実写映画化され、劇場公開された。2021年10月にドラマCD化。2021年7月時点で電子書籍の累計ダウンロード数は100万を超えている。
2021年11月に『性の劇薬 Re:life（せいのげきやく リライフ）』のタイトルで続編となるコミックスが「ボーイズファン」レーベルより電子書籍にて配信開始。2022年9月に「ピアス」レーベルより書籍として単行本化されている。
2023年10月に上記2作品がそれぞれ『性の劇薬 R18完全版 上』『性の劇薬 R18完全版 下』のタイトルで「ピアス」レーベルより書籍として単行本化されている。

## あらすじ
広告代理店に勤務するエリートサラリーマンの桂木誠はある日、両親を事故で失い、さらには部下の失敗の責任を取って辞職することとなり婚約者にも去られてしまう。絶望した誠は酔った勢いで飛び降り自殺を図るも突然現れた謎の男・余田龍二に助けられ、言われるがままに命を預けることになるが、それは恐ろしい監禁調教生活のはじまりだった。
くり返される快楽の中、生きていることを実感することで次第に誠は冷静に自己と向き合うようになり、やがて新たな人生を模索し始める。一度は死を選んだ誠だったが龍二に生きていたいかと問われ、龍二のために生きることを選び、自らの意思で体を繋ぐ。その翌日、龍二は「好きにしろ」と誠の拘束を解くと突然、監禁生活を終了させた。龍二が自ら死を選ぼうとしていることを龍二の言葉から察した誠は、命を救ってくれた恩を返すべく、この場に残る事を決意する。
一方、龍二は幼い頃に自分の兄・真琴を殺してしまい家族をも死に追いやった罪悪感に苦しんでいた。ひとの命を救うべく救命医となったが救えぬ命を前に絶望の日々を送る。人殺しである自分では命を救えないと苦しむ龍二を救ったのは、龍二を許し抱きしめる誠だった。

## 書誌情報
- 水田ゆき『性の劇薬』ジュネット〈ウォー! コミックス ピアスシリーズ〉、2019年2月19日発売[13]、ISBN 978-4-909460-75-2

- 水田ゆき『性の劇薬 Re:life』ジュネット〈ウォー! コミックス ピアスシリーズ〉、2022年9月16日発売[14]、ISBN 978-4-910582-10-8

- 水田ゆき『性の劇薬 R18完全版 上』 ジュネット〈ウォー! コミックス ピアスシリーズ〉、2023年10月18日発売 [10]、ISBN 978-4-910582-75-7

- 水田ゆき『性の劇薬 R18完全版 下』 ジュネット〈ウォー! コミックス ピアスシリーズ〉、2023年10月18日発売 [11]、ISBN 978-4-910582-76-4

## 映画
スタッフ
- 監督・脚本 - 城定秀夫
- 撮影 - 飯沼栄治
- 照明 - 守利賢一
- 録音 - 高島良太
- 音楽 - 林魏堂

キャスト
- 余田龍二 - 北代高士
- 桂木誠 - 渡邊将
- 綾香 - 階戸瑠李
- 遠藤 - 長野こうへい
- 中島 - 千葉誠樹
- バーテンの男 - 山本宗介
- 作業服の男 - 守屋文雄

受賞歴
- サンディエゴLGBTQ映画祭（2021年度）
  - 最優秀国際長編作品賞

## ドラマCD
キャスト
- 余田龍二 - 森川智之
- 桂木誠 - 野島裕史